# Баздникин, Сергей Александрович
Серге́й Алекса́ндрович Баздни́кин (род. 30 сентября 1967) — российский дипломат. Чрезвычайный и полномочный посол (2023).

## Биография
Окончил Московский государственный институт международных отношений (МГИМО) МИД СССР (1989). Владеет английским и сербским языками. На дипломатической работе с 1989 года.
- В 2001—2005 годах  — советник Посольства России в Боснии и Герцеговине.
- В 2005—2006 годах  — советник (руководитель) канцелярии Посольства России в Приштине (Сербия и Черногория).
- В 2007—2010 годах  — начальник отдела в Департаменте внешнеполитического планирования МИД России.
- В 2010—2018 годах  — заместитель директора Департамента внешнеполитического планирования МИД России.
- С 3 августа 2018 года — чрезвычайный и полномочный посол Российской Федерации в Македонии (с 2019 года — Северной Македонии)[1]. Верительные грамоты вручил 18 сентября 2018 года.

## Семья
Женат, имеет взрослого сына.

## Дипломатический ранг
- Чрезвычайный и полномочный посланник 2 класса (15 августа 2013)[2]
- Чрезвычайный и полномочный посланник 1 класса (11 июня 2019)[3]
- Чрезвычайный и полномочный посол (2 октября 2023)[4]

## Награды
- Почётная грамота президента Российской Федерации (19 августа 2024) — за большой вклад в реализацию внешнеполитического курса Российской Федерации и многолетнюю добросовестную дипломатическую службу[5]